# Euphorbia boinensis
Euphorbia boinensis är en törelväxtart som beskrevs av Denis, Jean-Henri Humbert och Jacques Désiré Leandri. Euphorbia boinensis ingår i släktet törlar, och familjen törelväxter. IUCN kategoriserar arten globalt som akut hotad.
Artens utbredningsområde är Madagaskar. Inga underarter finns listade i Catalogue of Life.